# Hotel Britannique (Spa)

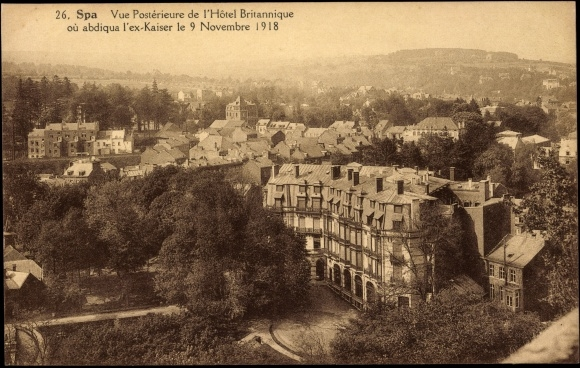
Hotel Britannique um 1918

Das Hotel Britannique war ein Luxushotel in der Kur- und Bäderstadt in Spa in Belgien. Seit 1958 wird das Gebäude als Internat genutzt.

## Geschichte
Das Hotel wurde erstmals 1669 unter dem Namen Stadt Antwerpen erwähnt. Zur Zeit der Französischen Revolution Ende 18. Jahrhundert tagte dort ein revolutionäres Tribunal. Im Jahre 1851 kaufte der reiche polnische Emigrant Graf Valéry Rottermund das Haus und machte daraus ein Luxushotel. 1852 verkaufte er es an den Hotelier G. Faller, der es in Hotel Faller umbenannte. Nach dem weiteren Verkauf an Edward Sury hatte es den Namen British Grand Hotel. 1865 ging es an Frédéric Leyh, in dessen Familienbesitz das Haus bis 1958 verblieb, und erhielt den Namen Hotel Britannique.

### 1914–1918
Nachdem das Deutsche Heer Spa bereits am 4. August 1914 besetzt hatte, nutzte zunächst der Stab des X. Armee-Korps das Hotel als Hauptquartier. Am 16. August nächtigte Kronprinz Wilhelm von Preußen dort. Ab Oktober 1914 wurde die Stadt zu einem Zentrum des Kaiserlichen  Genesungsheims mit mehr als 40 öffentlichen und privaten Gebäuden. Überall wurden rekonvaleszente Soldaten einquartiert. In Spa residierte der Kaiser in La Fraineuse, der Villa des belgischen Großindustriellen Peltzer. Für die Frühjahrsoffensive 1918 verlegte die Oberste Heeresleitung (OHL) im Februar 1918 das Große Hauptquartier nach Spa in das Hotel, wo im Keller ein Bunker eingerichtet wurde. Ab dem 8. März 1918 nutzten Paul von Hindenburg und Erich Ludendorff bis Kriegsende das Hotel. 

„Anfang März verließ das große Hauptquartier Kreuznach, wo es über ein Jahr stationiert war. In Spa war das neue Hauptquartier inzwischen eingerichtet worden. Wir sind dort sehr gut untergekommen. Die Geschäftszimmer befanden sich im Hotel Britannique, in dem ich schon beim Einmarsch in Belgien im Herbst 1914 einquartiert war. Spa lag der Front erheblich näher und bot mit Verviers Raum für alle Teile der Obersten Heeresleitung. Für die Leitung der Schlacht, für die Operationen, war es aber von der Front noch zu weit entfernt. Ich hatte deshalb als Quartier für die verstärkte Operationsabteilung Avesnes in Aussicht genommen. Von hier waren im Kraftwagen alle Stellen der Front leicht zu erreichen. Ich beabsichtigte selbst viel zu sehen und die Herren meines Stabes zu den Ereignissen zu entsenden, um durch sie ebenfalls unmittelbare Eindrücke zu bekommen.“

Von hier aus wurden nun alle strategischen und taktische Anweisungen getroffen und Befehle erteilt. Am 29. September 1918 um 10 Uhr vormittags fand dort das entscheidende Gespräch zwischen dem Staatssekretär des Auswärtigen Amtes, dem Außenminister Paul von Hintze und der OHL (Paul von Hindenburg und Erich Ludendorff) statt, in dem die militärische Führung die bevorstehende Niederlage einräumte. Mit der Novemberrevolution entbrannte die Debatte, ob der Kaiser zurücktreten oder den ehrenvollen Soldatentod an der Front suchen sollte. Ihr entzog sich Wilhelm, indem er am 29. Oktober 1918 in den Schutz des Großen Hauptquartiers nach Spa reiste und die Villa La Fraineuse bezog. Am 9. November 1918 ließ er Reichskanzler Max von Baden wissen, dass er zwar preußischer König bleiben, aber auf die Kaiserkrone verzichten wolle. Am Nachmittag, zu spät, traf das Telegramm vom Thronverzicht in Berlin ein. Angesichts der bis ins Regierungsviertel vorgedrungenen Demonstranten hatte Prinz Max um die Mittagszeit eigenmächtig Wilhelms Verzicht auf beide Kronen verkündet. Ob er in der Villa La Fraineuse oder im Hotel Britannique seine Abdankungsurkunde vom 9. November 1918 unterzeichnet hat, ist nicht geklärt. Von Spa reiste Wilhelm am 10. November 1918 an die nahe Grenze der Niederlande und bat Königin Wilhelmina um Asyl. Die Eigentümerin des Hotels Madame F. Leyh behauptete, dass der Kaiser seine Abdankung im Hotel Britannique unterschrieben hätte. Ihr Sohn hat später den Vorgang beurkundet und wie folgt beschrieben: Wilhelm soll in Militäruniform in den frühen Abendstunden des 9. Novembers 1918 dort erschienen sein. Er habe dort allein an einem großen Tisch gesessen und Offiziere höheren Ranges hätten auf ihn nervös und heftig eingeredet. Der Kaiser habe lebhaft reagiert und mit der Faust auf den Tisch geschlagen, bis er schließlich, als eine große Stille eingetreten war, etwas unterzeichnet hätte. Die deutschen Quellen berichten nichts darüber. Sie berichten aber auch nicht, dass der Kaiser von La Fraineuse direkt zum Bahnhof gefahren ist. Es wäre durchaus auch denkbar, dass er dort Hindenburg den alleinigen Oberbefehl gegeben und die Rückführung des Heeres angeordnet hat.

### 1939–1945
Im Zweiten Weltkrieg wurde das Hotel als Krankenhaus genutzt. Am 10. September 1944 besetzten Truppen der 1. US-Armee unter General Courtney Hicks Hodges die Stadt. Hodges brachte fast den gesamten Stab in den ehemaligen Räumen von Hindenburg und Ludendorff unter. Er selber bezog Quartier in der Villa Le Bocqueteau. Insgesamt besetzten die Amerikaner das Hotel vom 20. September 1944 bis August 1945. Das große Restaurant wurde ebenfalls beschlagnahmt.

### Nachkriegszeit
Nach 1945 versuchte das Hotel wieder an die große, mondäne Zeit anzuschließen, allein der sich abzeichnende Massentourismus suchte sich andere Unterkünfte. 1958 veräußerte die Familie Leyh das Gebäude an den belgischen Staat, der dort seitdem ein Internat betreibt.